# Herb Republiki Środkowoafrykańskiej

Herb Republiki Środkowoafrykańskiej

Herb Republiki Środkowoafrykańskiej składa się z tarczy z dwiema flagami po bokach i wschodzącym słońcem na górze. Nad i pod tarczą znajdują się wstęgi, pośrodku – medal.

Herb z okresu Cesarstwa

## Symbole
Słoń i baobab reprezentują dziką przyrodę. Gwiazda na tle mapy Afryki symbolizuje pozycję Republiki Środkowoafrykańskiej. Ręka była symbolem partii rządzącej w 1963, gdy herb został ustanowiony.